# Rick Mueller
Rick Mueller (4 de diciembre de 1967 en Spokane, Washington) es un ejecutivo de fútbol americano profesional, actualmente se desempeña como Director de Personal de Jugadores para la Arlington Renegades de la XFL. Era formalmente el Jefe de personal para la United Football League. Se unió a la liga en 2009 como Vicepresidente y Gerente General de los cuatro equipos que iniciaron en la liga. Para la temporada de 2010 delego el puesto de Gerente General a los entrenadores en jefe de cada equipo.